# Драгиньян (округ)
Драгиньян (фр. Draguignan) — округ (фр. arrondissement) во Франции, один из округов в регионе Прованс — Альпы — Лазурный Берег, департамент Вар. Супрефектура — Драгиньян.
Население округа на 2006 год составляло 299 538 человек. Плотность населения составляет 124 чел./км². Площадь округа составляет всего 2417 км².

## Кантоны
С 2015 года количество кантонов в департаменте Вар было уменьшено:
- Драгиньян
- Ле-Люк
- Сен-Рафаэль
- Фрежюс
- Гримо (до 2015 года)
- Каллас (до 2015 года)
- Ком-сюр-Артюби (до 2015 года)
- Ле-Мюи (до 2015 года)
- Лорг (до 2015 года)
- Салерн (до 2015 года)
- Сен-Тропе (до 2015 года)
- Файанс (до 2015 года)